# تپه گورستان بکندی یولو
تپه قبرستان بکندی یولو در شهرستان قزوین، بخش کوهین، روستای یل‌آباد واقع شده و این اثر در تاریخ ۲۵ اسفند ۱۳۸۰ با شمارهٔ ثبت ۵۵۳۹ به‌عنوان یکی از آثار ملی ایران به ثبت رسیده است.